# Hortus conclusus

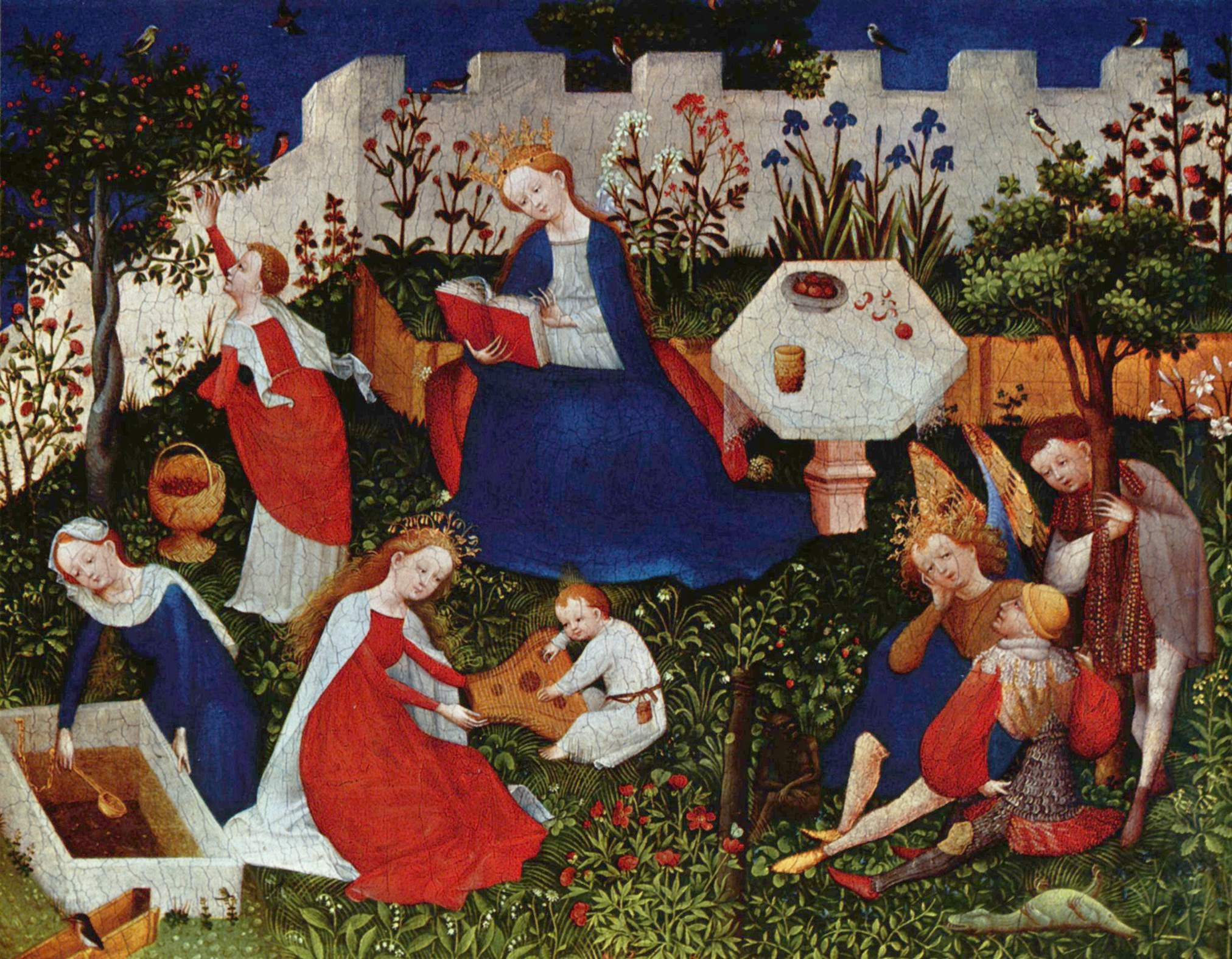
Anonimo, Madonna e santi nel giardino del Paradiso (1410 circa)

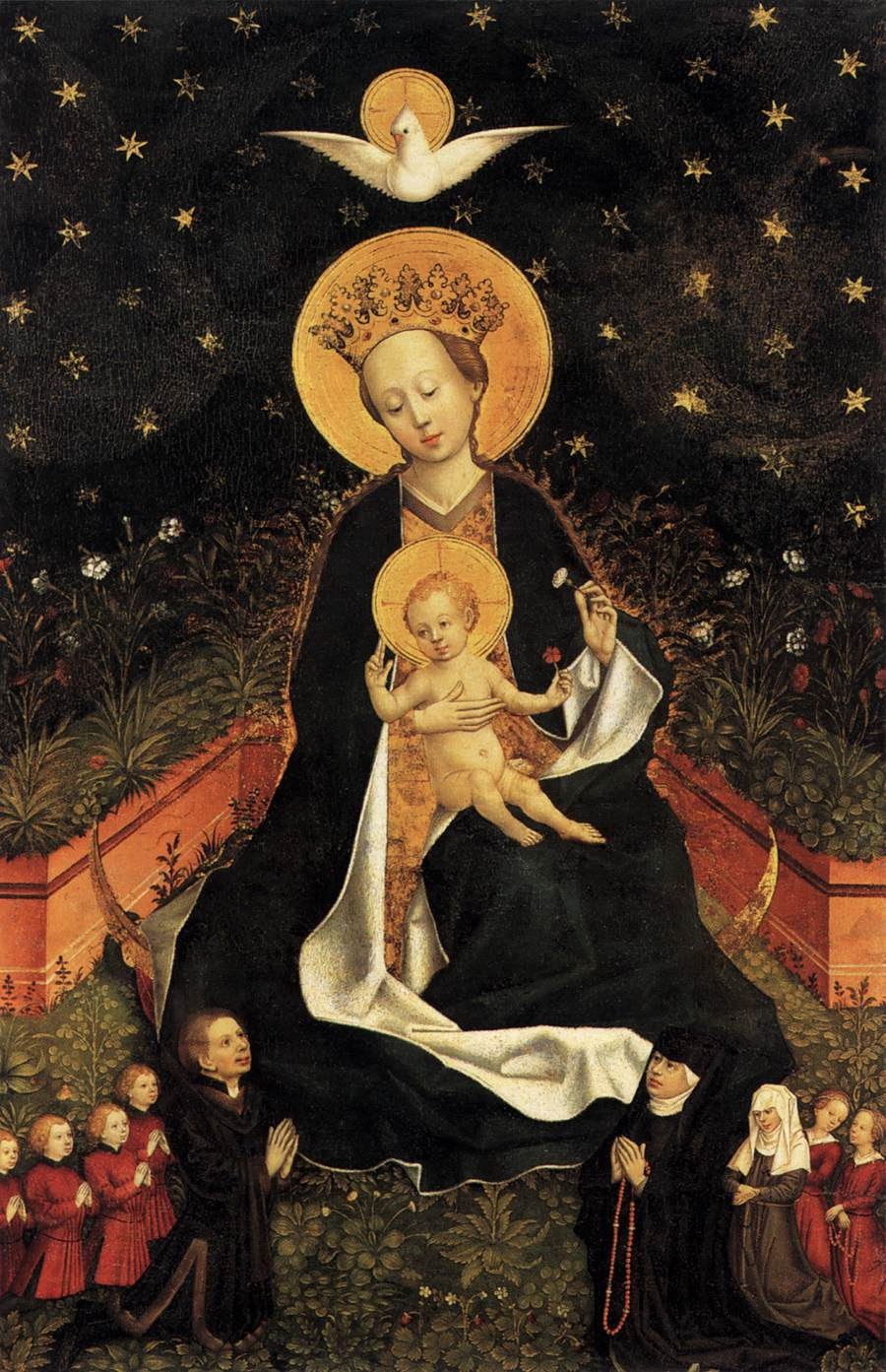
La Madonna col Bambino su falce di luna nell'hortus conclusus del Maestro del 1456

L'hortus conclusus (latino, traducibile in italiano come "giardino recintato") è la forma tipica di giardino medievale, legato soprattutto a monasteri e conventi.

## Descrizione
Come dice il nome stesso, si tratta di una zona verde, in genere di piccole dimensioni, circondata da alte mura, dove i monaci coltivavano essenzialmente piante e alberi per scopi alimentari e medicinali. Pressoché sconosciuta era la funzione decorativa.
Lo sfaldamento dell'impero, le distruzioni e il lungo intervallo di anarchia e di saccheggi barbarici avevano impedito la trasmissione dei modelli delle ville e dei giardini romani e, mancando gli esempi concreti e la letteratura di riferimento, il risveglio dell'interesse per la natura è stato lento. Soprattutto ha dovuto ricominciare con l'ammirazione del paesaggio e il tentativo di riprodurlo in miniatura all'interno di un recinto.
Una notevole influenza è stata esercitata dagli arabi che, oltre alla loro cultura, esportavano nuove varietà di cedri, aranci e limoni e le raffinate tecniche di irrigazione imparate dai babilonesi e dagli egiziani. Il loro gusto nel piantumare e crescere ulivi, melograni, mandorli, albicocchi, peri, e numerose varietà di agrumi si diffonde in tutto il bacino del Mediterraneo tanto che in dialetto siciliano i frutteti vengono ancora chiamati “giardini”, proprio per il loro aspetto ridente.
Fiori, aromi, giochi d'acqua, animali animano i giardini arabi, tesi alla ricerca di una serenità che riproduca il paradiso promesso nell'Aldilà. I cinque sensi vengono finalmente appagati: la vista dai colori, l'olfatto dai profumi delle essenze in fiore, il gusto dai frutti succosi, il tatto dalla freschezza delle foglie mosse dall'alitare del vento e l'udito dal mormorio dell'acqua e dal cinguettio degli uccelli. Il poeta Ibn Básrûn descrive la reggia palermitana di Ruggero II, il primo re di Sicilia: "Ecco i giardini, cui la vegetazione riveste di vaghissimi palii, / Ricoprendo il suolo olezzante con drappi di seta del Sind! / [...] Vedi gli alberi carichi delle frutta più squisite; / Ascolta gli augelli che a lor costume cianciano a gara dall'alba al tramonto!". Un altro poeta, Ibn Hamdiîs, descrive un palazzo nella contrada siciliana di Bugìa dove un canale d'acqua sembrava argento liquefatto e in una vasca vi erano alberi d'oro e d'argento i cui rami erano zampilli e sui cui bordi bocche di giraffe, leoni e uccelli gettavano acqua. 
Era inoltre diffuso l'uso di grandi bacini, usati per la raccolta delle acque piovane e trasformati in luoghi di delizia sui quali si affacciavano sontuosi casini, in alcuni casi posti addirittura al centro su un isolotto. Oggi questi fasti vivono solo nelle cronache dei contemporanei e nei sopravvissuti esempi andalusi e nordafricani. Il domenicano Leonardo Alberti che visitò Palermo nel 1526 rimase affascinato dai numerosi giardini arabi che ancora vi sorgevano: "belli et vaghi giardini, pieni con molto ordine di cedri, limoni, naranzi, et altri frutti gentili [...] ruscelletti di chiare acque mormorando soavemente [...] alcune isolette artificiosamente attorniate dalle dette acque coperte sempre di verdi herbette".
L'imperatore Federico II di Svevia, nipote di Ruggero II, mantenne una erudita corte di artisti e letterati, costruì castelli e conservò la tradizione normanna dei giardini - a sua volta desunta da quella araba che l'aveva preceduta - affidandone la costruzione a tecnici musulmani fatti venire appositamente dall'Oriente. Le forme di questi primitivi spazi verdi medievali sono essenziali e ridotte nelle dimensioni: un prato con al centro un pozzo, due vialetti perpendicolari con ai bordi fiori ed erbe medicinali e aromatiche. 
Paradossalmente sono proprio i religiosi a vedere i limiti di una simile concezione della vita umana e con la fondazione delle prime comunità monastiche nel V e VI secolo viene attentamente rivalutato il lavoro manuale, i chiostri diventano fruttiferi con meli, peri, peschi, mandorli e, attorno al complesso religioso, sorgono vigne, uliveti, frutteti e orti che ben presto si trasformano in poderi modello dove sperimentare le nuove colture portate dai saraceni e dai crociati. L'importanza del chiostro aumenta divenendo centro fisico ma anche spirituale e intellettuale della vita del monaco e alla coltivazione delle erbe officinali e aromatiche in alcuni casi seguono anche eccessi tanto che nel 1216 ai vallombrosiani viene proibito di tenere nei chiostri fiere e uccelli esotici per diletto.
Se la riscoperta del giardino in periodo medievale può dirsi opera dei religiosi il suo successivo sviluppo è soprattutto laico. Nel IX secolo Carlo re dei franchi dà vita al Sacro Romano Impero: è l'inizio di una lenta ma costante ripresa economica. Nel Capitulare de villis vel de curtibus imperatoris - una raccolta di prescrizioni e consigli sulla costruzione e manutenzione delle proprietà imperiali - si suggerisce che i giardini e i broli siano cinti da siepi o muri, che all'interno ci siano fiori e ortaggi, piante aromatiche e alberi da frutto. Sono evidenti le influenze orientali, desunte dalle tradizioni di Bisanzio e Bagdad dove al tempo si fondevano le esperienze arabe, persiane e greche.
La fama di queste realizzazioni si sparge in tutta Italia ma solo in Toscana trova un ambiente pronto a recepire la nuova tendenza. Questo soprattutto grazie al successo dei suoi mercanti, agli scambi anche culturali con paesi lontani e al benessere economico diffuso che permettevano lo sviluppo di una folta classe di imprenditori desiderosi di porsi in evidenza e di fare del giardino un teatro insostituibile della loro vita quotidiana.
Radicandosi sui colli della Firenze comunale il giardino si laicizza tornando a essere luogo di svago e di ozio intellettuale come ai tempi della Roma imperiale. Così i piccoli giardini e gli aranceti di religiosi e privati sorti entro le mura si ampliano scegliendo ubicazioni sempre più amene. L'esempio classico è quello descritto intorno al 1350 da Boccaccio nel Decameron, un giardino che si ritiene fosse ubicato presso l'attuale villa Palmieri, sulle pendici di Fiesole: "fattosi aprire un giardino che di costa era al palagio, che tutto era da torno murato, se n'entrarono [...] Esso avea dintorno da sé e per lo mezzo in assai parti vie ampissime; e tutte allora fiorite sì grande odore per lo giardin rendevano [...] Le latora delle quali vie tutte di rosai bianchi e vermigli e di gelsomini erano quasi chiuse [...] Quante e quali e come ordinate poste fossero le piante che erano in quel luogo, lungo sarebbe a raccontare [...] Nel mezzo del quale [...] era un prato di minutissima erba [...] chiuso dintorno di verdissimi e vivi aranci e cedri [...] Nel mezzo del qual prato era una fonte di marmo bianchissimo e con maravigliosi intagli".
Questo della fonte al centro è un elemento ricorrente nell'evoluzione degli spazi verdi medievali. Spesso è identificata con la fonte dell'Eterna giovinezza o della Vita come quella celebre affrescata nel castello della Manta in provincia di Cuneo. Del resto nella Genesi II si legge: "e il fiume fuoriuscì dal Paradiso per innaffiare il giardino, che divenne così diviso in quattro parti" a formare aiuole fiorite o con erbe aromatiche (ruta, salvia, basilico, menta e tante altre di importazione) e negli esempi più tardi anche un labirinto. Nei pressi, ma discostati, sorgevano i pomari (dove si coltivavano frutti commestibili come mele ma anche pere, prugne, nespole, castagne, ciliegie, nocciole, mandorle, fichi, noci e agrumi), verzieri (con gli ortaggi), viridari (insieme di alberi sempreverdi dove vivevano animali selvatici) e peschiere.

## Iconografia nell'arte sacra
Nel campo dell'arte sacra europea, l'hortus conclusus divenne presto simbolo del Giardino dell'Eden e della verginità di Maria. Si trova spesso raffigurato, anche tramite pochi accenni simbolici, in dipinti quali le Annunciazioni e in altre scene della vita della Vergine. Dopotutto, l'immagine dell'hortus conclusus è ripresa da un passo biblico del Cantico dei cantici, libro da sempre impiegato per comporre molti testi liturgici in onore di Maria Santissima
(Cantico dei cantici 4,12)